# Morganucodon
Morganucodon ist einer der ältesten Vertreter der Säugetiere beziehungsweise säugerähnlichen Tiere (Mammaliaformes). Das kleine Tier lebte in der Obertrias und im Unterjura und ist aus Westeuropa, China und Nordamerika bekannt.

## Beschreibung

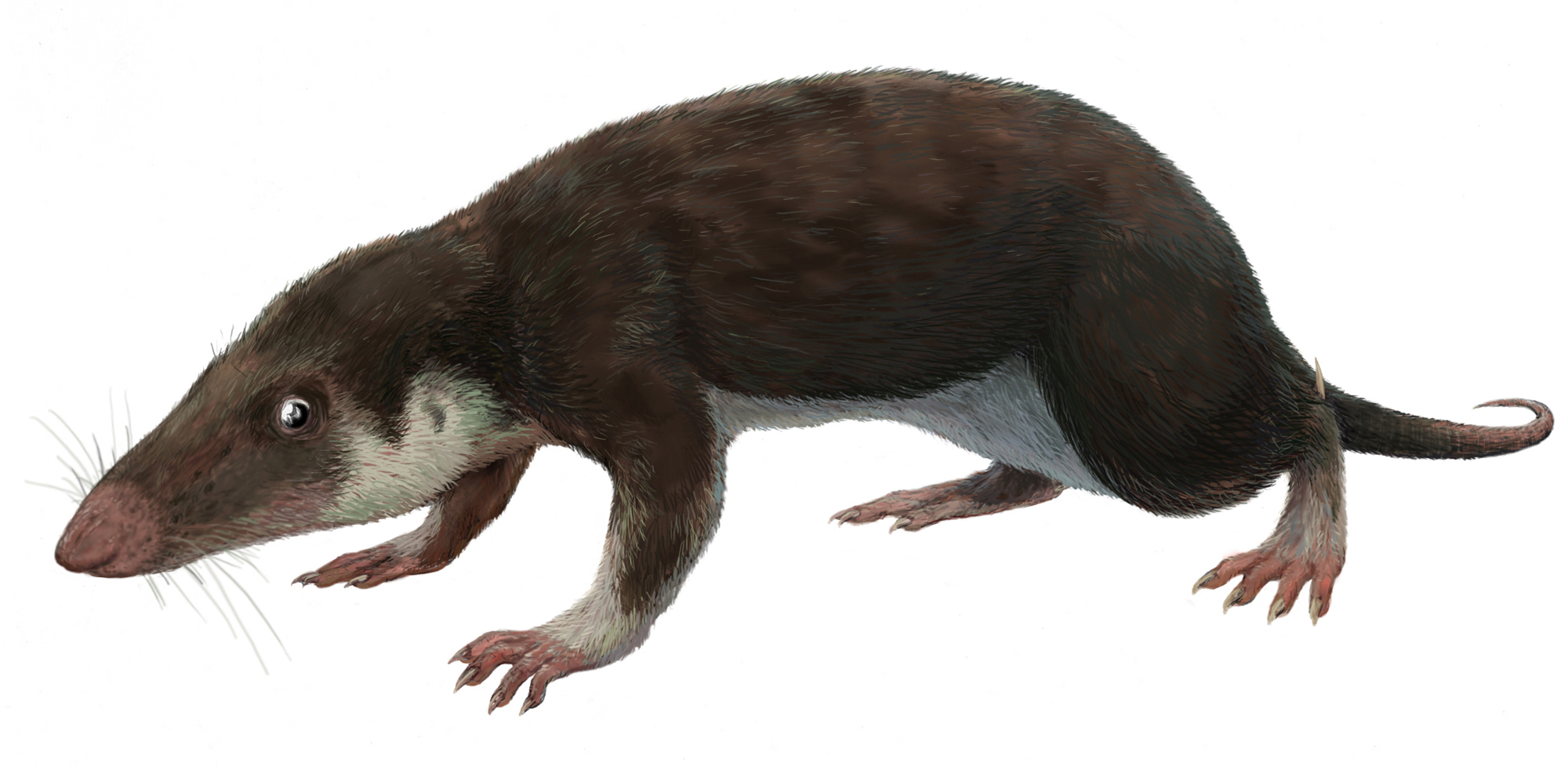
Lebendrekonstruktion

Morganucodon war rund 10 Zentimeter lang und dürfte äußerlich einer Spitzmaus geähnelt haben. Es zeigt in seinem Körperbau einige Übergangsmerkmale zwischen den synapsiden Säugetiervorfahren und den eigentlichen Säugern. So wies es ein doppeltes Kiefergelenk auf, neben dem säugertypischen sekundären Kiefergelenk ist noch das reptilienhafte primäre Kiefergelenk zwischen dem Os articulare und Os quadratum vorhanden. Auch bestand der Unterkiefer noch aus mehreren Knochen.
Säugertypisch waren hingegen schon die vier verschiedenen Zahntypen und der einmalige Zahnwechsel. Morganucodon wies pro Kiefer vier Schneidezähne auf, die Eckzähne waren mittelgroß. In jeder Kieferhälfte waren fünf obere und vier untere Prämolaren sowie jeweils drei Molaren vorhanden. Diese wiesen jeweils drei scharfe Höcker auf, die gut mit den gegenüberliegenden Zähnen abschlossen (Okklusion). 
Der übrige Körperbau weist auf ein flinkes, bodenbewohnendes Tier hin. Die Ernährung dürfte aus Insekten und anderen Kleintieren bestanden haben.

## Entdeckung und Systematik
Ab 1949 fand man in Glamorgan (Wales) zahlreiche Zähne, Kiefer und andere Fossilien, die erstmals Hinweise auf frühe Säugetiere lieferten. Für diese Funde wurde der Name Morganucodon geprägt; er leitet sich vom latinisierten walisischen Namen von Glamorgan, Morgannwg, und dem griechischen Wort für Zahn (odon) ab. Schon 1941 waren in Somerset (England) zwei isolierte Zähne einer Gattung entdeckt worden, die zunächst Eozostrodon genannt wurde. Vermutlich handelt es sich um dieselbe Gattung, da aber die einzelnen Zähne für eine Beschreibung nicht ausreichten, wird heute der Name Morganucodon bevorzugt. Später fand man auch noch Funde an anderen Orten Westeuropas sowie in China und Nordamerika.
Aufgrund von Vorarbeiten des Geologen Ferdinand Schalch begann Bernhard Peyer 1942 mit Ausgrabungen in Hallau, wobei Zähne des Tieres gefunden wurden, die völlige Zuordnung gelang 1978/79 William A. Clemens.
Morganucodon wird mit einigen verwandten Gattungen in die Gruppe der Morganucodonta eingeordnet, die von der oberen Trias bis zum Unterjura nahezu weltweit vorkam. Ob diese Gruppe bereits in die Säugetiere im weiteren Sinn (sensu lato) oder in die säugerähnlichen Tiere (Mammaliaformes) eingeordnet wird, ist umstritten und weitgehend Definitionsfrage. Auf alle Fälle wiesen sie schon fortgeschrittene säugetierähnliche Merkmale auf, unterschieden sich aber in Details noch von den heutigen Säugern.